# 이원동
이원동(李元東, 1948년 8월 7일~)은 대한민국의 정치인이다. 청도군수를 역임했다. 2005년 대한민국 재보궐선거에서 당선된 후 한나라당에 입당해재선되었으나 재선을 위해 업무추진비를 공무원에게 제공한 혐의로 당선무효되었다.

## 학력
- 매전초등학교 졸업
- 모계중학교 졸업
- 계성고등학교 졸업

## 역대 선거 결과
|  | 53.2% |

|  | 61.73% |